# Jeux mondiaux de 2025
Navigation
Birmingham 2022 Karlsruhe 2029
Les Jeux mondiaux de 2025, douzième édition des Jeux mondiaux, ont lieu du 7 au 17 août 2025 à Chengdu en Chine.

## Organisation
Les mascottes des Jeux mondiaux sont un panda géant « Shu Bao » (Chengdu abrite un grand centre de recherche sur le panda) et un singe doré « Jin Zai ».
Pour la première fois dans l'histoire des Jeux mondiaux, un relais de la flamme aura lieu. Le 27 février 2025, la torche, baptisée Zhumeng, a été dévoilée; elle est conçue par Feng Benyuan (qui a également conçu la mascotte des Jeux paralympiques d'hiver de 2022) et Wang Anxu de l'université des arts de Jilin, son design mêlant formes artistiques, couleurs symboliques et motifs culturels.

## Épreuves officielles
35 sports sont présents pour cette édition. Pour la première fois, le motonautisme et le cheerleading seront représentés. À l'inverse, le bowling, le ski nautique et le patinage artistique sur roulettes ne sont plus représentés.
Pour la première fois, des épreuves réservées aux athlètes handicapés sont au programme de l’apnée et du jiu-jitsu .
| Sports artistiques et de danse - Cheerleading (1) - Danse sportive (3) - Danse latine - Breakdance - Standard - Gymnastique - Gymnastique acrobatique (5) - Gymnastique aérobic (4) - Parkour (4) - Trampoline et tumbling (4) | Sports de balle/ballon - Kayak-polo (2) - Fistball (2) - Flag football (1) - Floorball (1) - Beach handball (2) - Korfbal (2) - Lacrosse (2) - Racquetball (2) - Roller in line hockey (1) - Softball (1) - Squash (2) | Arts martiaux / Sports de force - Force athlétique (16) - Ju-jitsu (18) - Duo - Combat - Ne-Waza - Karaté (12) - Kata - Kumite - Kick-boxing (12) - K1 Style - Points - Muay-thaï (12) - Sambo (11) - Wushu (12) - Sanda - Taolu - Tir à la corde (3) | Sports de précision - Tir à l'arc (7) - Tir à l'arc nature - Tir à l'arc sur cible - Billard (4) - Carom - Pool - Snooker - Boules (4) - Lyonnaise - Pétanque | Sports tendance - Course de drones (1) - Canoë - Canoë marathon (4) - Bateau-dragon (6) - Disque volant / Frisbee - Ultimate (1) - Disc Golf (1) - Sauvetage sportif (16) - Course d'orientation (5) - Motonautisme (3) - Escalade (2) - Vitesse - Roller - Roller de vitesse (18) - Roller freestyle (4) - Duathlon (3) - Activités subaquatiques - Nage avec palmes (16) - Plongée en apnée (10) - Wakeboard (6) - Cable Wakeboard - Wakeboard - Wake Surf |

## Calendrier
Le 21 mai 2024, l'IWGA a annoncé le calendrier des épreuves pour les Jeux mondiaux de 2025.
Toutes les dates sont par rapport à l'heure locale (UTC+8).
| - Cérémonies - Jour de compétition - Nombre de finales |

| Épreuves/Date            | Épreuves/Date            | Août 2025 | Août 2025 | Août 2025 | Août 2025 | Août 2025 | Août 2025 | Août 2025 | Août 2025 | Août 2025 | Août 2025 | Août 2025 | Août 2025 | Épreuves |
| Épreuves/Date            | Épreuves/Date            | 6 Mer     | 7 Jeu     | 8 Ven     | 9 Sam     | 10 Dim    | 11 Lun    | 12 Mar    | 13 Mer    | 14 Jeu    | 15 Ven    | 16 Sam    | 17 Dim    | Épreuves |
| ------------------------ | ------------------------ | --------- | --------- | --------- | --------- | --------- | --------- | --------- | --------- | --------- | --------- | --------- | --------- | -------- |
| Cérémonies               | Cérémonies               |           | O         |           |           |           |           |           |           |           |           |           | C         |          |
| Sports aérien            | Course de drones         |           |           |           |           |           |           |           |           | ●         | ●         | 1         |           | 1        |
| Billard                  |                          |           |           |           |           |           |           |           |           |           |           |           |           |          |
| Carom                    |                          |           |           |           | ●         | ●         | ●         | 1         | 1         |           |           |           | 2         |          |
| Pool                     |                          |           |           |           | ●         | ●         | ●         | 1         | 2         |           |           |           | 3         |          |
| Snooker                  |                          |           |           |           | ●         | ●         | ●         | 1         | 1         |           |           |           | 2         |          |
| Boules                   | Boules                   |           |           |           |           |           |           |           |           | ●         | 2         | 2         | 2         | 6        |
| Canoë                    |                          |           |           |           |           |           |           |           |           |           |           |           |           |          |
| Canoë marathon           |                          |           |           | 2         | 2         |           |           |           |           |           |           |           | 4         |          |
| Kayak-polo               |                          |           |           |           |           |           |           | ●         | ●         | ●         | 2         |           | 2         |          |
| Bateau-dragon            |                          |           |           | 1         | 5         |           |           |           |           |           |           |           | 6         |          |
| Cheerleading             | Cheerleading             |           |           |           |           |           |           |           |           |           | ●         | 1         |           | 1        |
| Course d'orientation     | Course d'orientation     |           |           | 2         |           | 2         | 1         |           |           |           |           |           |           | 5        |
| Danse sportive           | Danse sportive           |           |           | 1         | 1         |           |           |           |           |           |           | ●         | 2         | 12       |
| Duathlon                 | Duathlon                 |           |           |           |           |           |           |           |           | 1         | 1         |           | 1         | 2        |
| Escalade                 | Escalade                 |           |           |           |           |           |           |           |           | 2         | 2         | 2         |           | 6        |
| Fistball                 | Fistball                 |           |           |           | ●         | ●         | ●         | ●         | 2         |           |           |           |           | 2        |
| Flag football            | Flag football            |           |           |           |           |           |           |           |           | ●         | ●         | ●         | 1         | 1        |
| Floorball                | Floorball                | ●         | ●         | ●         | ●         | ●         | ●         | ●         | 2         |           |           |           |           | 2        |
| Force athlétique         | Force athlétique         |           |           |           |           |           |           |           |           | 4         | 4         | 4         | 4         | 16       |
| Gymnastique              |                          |           |           |           |           |           |           |           |           |           |           |           |           |          |
| Gymnastique acrobatique  |                          |           | 2         | 2         | 1         |           |           |           |           |           |           |           | 5         |          |
| Gymnastique aérobic      |                          |           |           |           |           |           |           |           |           | 2         | 2         |           | 4         |          |
| Parkour                  |                          |           |           |           |           |           | 2         | 2         |           |           |           |           | 4         |          |
| Trampoline               |                          |           | 1         | 2         | 3         |           |           |           |           |           |           |           | 6         |          |
| Beach handball           | Beach handball           |           | ●         | ●         | ●         | ●         | ●         | 2         |           |           |           |           |           | 2        |
| Ju-jitsu                 | Ju-jitsu                 |           |           |           |           | 7         | 7         | 5         |           |           |           |           |           | 19       |
| Karaté                   | Karaté                   |           |           | 6         | 6         |           |           |           |           |           |           |           |           | 12       |
| Kick-boxing              | Kick-boxing              |           |           |           |           |           |           | ●         | ●         | 12        |           |           |           | 12       |
| Korfbal                  | Korfbal                  |           |           | ●         | ●         | ●         | ●         | 1         |           |           | ●         | ●         | 1         | 2        |
| Lacrosse 6's             | Lacrosse 6's             |           | ●         | ●         | ●         | ●         | 1         |           |           |           |           |           |           | 1        |
| Motonautisme             | Motonautisme             |           |           |           |           |           |           |           |           |           | ●         | ●         | 3         | 3        |
| Muay-thaï                | Muay-thaï                |           |           | ●         | ●         | 6         |           |           |           |           |           |           |           | 6        |
| Nage avec palmes / Apnée | Nage avec palmes / Apnée |           |           |           |           | 12        | 12        |           |           |           |           |           |           | 24       |
| Racquetball              | Racquetball              |           |           |           |           |           |           |           | ●         | ●         | ●         | ●         | 3         | 3        |
| Roller                   |                          |           |           |           |           |           |           |           |           |           |           |           |           |          |
| Roller freestyle         |                          |           |           |           |           |           |           |           |           |           | 2         | 2         | 4         |          |
| Roller in line hockey    |                          | ●         | ●         | ●         | ●         | 1         |           |           |           |           |           |           | 1         |          |
| Roller de vitesse        |                          |           |           |           |           |           | 6         | 4         | 4         | 4         |           |           | 18        |          |
| Sambo                    | Sambo                    |           |           |           |           |           |           |           | 6         | 6         |           |           |           | 12       |
| Sauvetage sportif        | Sauvetage sportif        |           |           | 8         | 8         |           |           |           |           |           |           |           |           | 16       |
| Softball                 | Softball                 | ●         | ●         | ●         | ●         | 1         |           |           | ●         | ●         | ●         | ●         | 1         | 2        |
| Squash                   | Squash                   |           |           | ●         | ●         | ●         | ●         | 2         |           |           |           |           |           | 2        |
| Tir à l'arc              | Tir à l'arc              |           | ●         | 1         | 2         |           | ●         | ●         | 2         | ●         | ●         | 2         |           | 7        |
| Tir à la corde           | Tir à la corde           |           |           |           | 1         | 1         | 1         |           |           |           |           |           |           | 3        |
| Ultimate / Disc Golf     | Ultimate / Disc Golf     |           |           | ●         | ●         | 1         |           | ●         | ●         | ●         | ●         | 1         |           | 2        |
| Wakeboard                | Wakeboard                |           |           | ●         | ●         | 6         |           |           |           |           |           |           |           | 6        |
| Wushu                    | Wushu                    |           |           | 2         | 4         | ●         | ●         | 6         |           |           |           |           |           | 12       |
| TOTAL finales par jour   | TOTAL finales par jour   | 0         | 0         | 23        | 29        | 47        | 23        | 24        | 25        | 28        | 15        | 19        | 20        | 253      |
| Épreuves/Date            | Épreuves/Date            | Août 2025 | Août 2025 | Août 2025 | Août 2025 | Août 2025 | Août 2025 | Août 2025 | Août 2025 | Août 2025 | Août 2025 | Août 2025 | Août 2025 | Épreuves |
| Épreuves/Date            | Épreuves/Date            | 6 Mer     | 7 Jeu     | 8 Ven     | 9 Sam     | 10 Dim    | 11 Lun    | 12 Mar    | 13 Mer    | 14 Jeu    | 15 Ven    | 16 Sam    | 17 Dim    | Épreuves |

## Nations participantes
5000 participants sont attendus pour ces jeux (athlètes et officiels).
Les équipes russes et biélorusses restent bannies par l'IWGA pour ces jeux mais, conformément à la recommandation du CIO, les athlètes individuels peuvent participer, sous réserve que les règlements de chaque fédération le permettent et ce, sous bannière d'athlète indépendant neutre. Sept fédérations ont autorisé ce statut : billard, danse, activités subaquatiques, ju-jitsu, karaté, muay-thai et sambo.
| - Afghanistan (1) - Algérie (4) - Argentine (75) - Arménie (6) - Aruba (1) - Australie (137) - Autriche (70) - Azerbaïdjan (9) - Bahreïn (1) - Belgique (71) - Bénin (2) - Bermudes (1) - Bolivie (2) - Brésil (60) - Brunei (4) - Bulgarie (14) - Cambodge (15) - Cameroun (2) - Canada (131) - Chili (29) - Chine (327) - Colombie (44) - Costa Rica (7) - Côte d'Ivoire (2) - Croatie (40) - Cuba (1) - Chypre (2) - Tchéquie (144) - Danemark (53) - République dominicaine (2) - Équateur (12) - Égypte (28) - Salvador (1) - Estonie (24) - Finlande (47) - France (123) - Géorgie (1) - Allemagne (220) - Royaume-Uni (94) - Grèce (15) - Guatemala (7) - Guinée (1) - Hong Kong (25) - Hongrie (90) - Islande (3) - Inde (17) - Indonésie (30) - Irak (1) - Irlande (15) - Iran (29) - Israël (29) - Italie (176) - Jamaïque (2) - Japon (155) - Jordanie (2) - Kazakhstan (34) - Kenya (2) - Koweït (3) - Kirghizistan (6) - Lettonie (45) - Liban (3) - Liechtenstein (1) - Lituanie (5) - Luxembourg (2) - Madagascar (3) - Malaisie (5) - Maurice (1) - Mexique (41) - Mongolie (9) - Monténégro (3) - Maroc (11) - Birmanie (12) - Namibie (15) - Nauru (1) - Pays-Bas (111) - Nouvelle-Zélande (64) - Nigeria (1) - Norvège (16) - Pakistan (3) - Panama (2) - Paraguay (1) - Pérou (2) - Philippines (44) - Pologne (86) - Portugal (57) - Porto Rico (17) - Corée du Sud (53) - Moldavie (4) - Roumanie (36) - Samoa (1) - Saint-Marin (1) - Arabie saoudite (4) - Serbie (4) - Singapour (43) - Slovaquie (48) - Slovénie (7) - Afrique du Sud (26) - Espagne (117) - Suriname (14) - Suède (68) - Suisse (101) - Taipei chinois (132) - Thaïlande (64) - Tunisie (15) - Turkménistan (1) - Turquie (20) - Ukraine (84) - Émirats arabes unis (10) - États-Unis (202) - Uruguay (1) - Ouzbékistan (20) - Venezuela (26) - Vietnam (28) - Îles Vierges des États-Unis (1) - Zimbabwe (1) - Athlètes individuels neutres (29) |

## Tableau des médailles

### Décès
La course d'orientation est endeuillée par la disparition de l'athlète italien Mattia Debertolis, retrouvé inconscient lors de l'épreuve. L'homme de 29 ans est mort à l'hôpital quelques jours plus tard.